# اورمئا
اورمئا (به ایتالیایی: Ormea) یک کومونه در ایتالیا است که در استان کونیو واقع شده‌است. اورمئا ۱۲۴٫۵ کیلومتر مربع مساحت و ۱٬۹۰۴ نفر جمعیت دارد و ۷۴۰ متر بالاتر از سطح دریا واقع شده‌است.